# Kantabanji
Kantabanji là một thị xã và là nơi đặt ủy ban khu vực quy hoạch (notified area committee) của quận Balangir thuộc bang Orissa, Ấn Độ.

## Địa lý
Kantabanji có vị trí 20°29′B 82°55′Đ / 20,48°B 82,92°Đ Nó có độ cao trung bình là 298 mét (977 feet).

## Nhân khẩu
Theo điều tra dân số năm 2001 của Ấn Độ, Kantabanji có dân số 20.090 người. Phái nam chiếm 52% tổng số dân và phái nữ chiếm 48%. Kantabanji có tỷ lệ 66% biết đọc biết viết, cao hơn tỷ lệ trung bình toàn quốc là 59,5%: tỷ lệ cho phái nam là 74%, và tỷ lệ cho phái nữ là 56%. Tại Kantabanji, 13% dân số nhỏ hơn 6 tuổi.